# Jølstravatnet
Jølstravatnet er en sø i Jølster kommune i Vestland fylke i Norge, og er en del af Jølstravassdraget . Søen begynder ved enden af søen Kjøsnesfjorden og byen Skei og har udløb ved byen Vassenden. Længden på vandet er ca. 20 km. Søen er drikkevandskilde for mange af indbyggerne i Jølster kommune.
Ud over til vandet som kommer fra Kjøsnesfjorden er der tilløb fra mange elve i fjeldene omkring. De største elve kommer dalene Årdal og Ålhusdalen på nordsiden og Myklebustdalen på sydsiden. Jølstavatnet er en af søerne som er med i konkurrencen Sunnfjord aurefiskefest.

## Kraftudbygning
Jølstravatnet er reguleret og bruges som magasin til kraftværket ved Stakaldefossen. Reguleringen styres fra 206,1 moh. til 207,35 moh. totalt 1,25 meter, hvilket giver et magasinvolumen på 50 millioner m³. Det planlægges at udnytte kapaciteten i søen endnu bedre ved en ny udbygning.

## Veje og bebyggelser
Europavej E39 følger nordsiden af søen fra Skei til Vassenden, på denne strækning ligger bebyggelserne Helgheim, Årdal, Ålhus og Svidal. Langs sydsiden går Fv 451 fra Vassenden til Kjøsnes, her ligger bebyggelserne Sandal, Myklebustdalen og Dvergsdal. Fra Kjøsnes til Skei går Riksvei 5.